# 陈懋治
陈懋治，字颂平，江苏元和人，近代语言学家、教育家。

## 生平
陈懋治于光绪十九年（1893年）考取癸巳恩科副榜贡生，光绪二十年（1894年）中甲午科举人。光绪二十三年（1897年）考入南洋公学，为首届师范生。同年，他与同学杜嗣程、沈叔逵等为南洋公学外院合编《蒙学课本》，为中国近代第一本自编教科书。光绪二十七年（1901年）因“志趣尤异，学识兼懋”而“超拔”为南洋公学附属小学（今南洋模范中学）主任，光绪二十九年（1903年）离任，其间培养了附小的第一期毕业生。

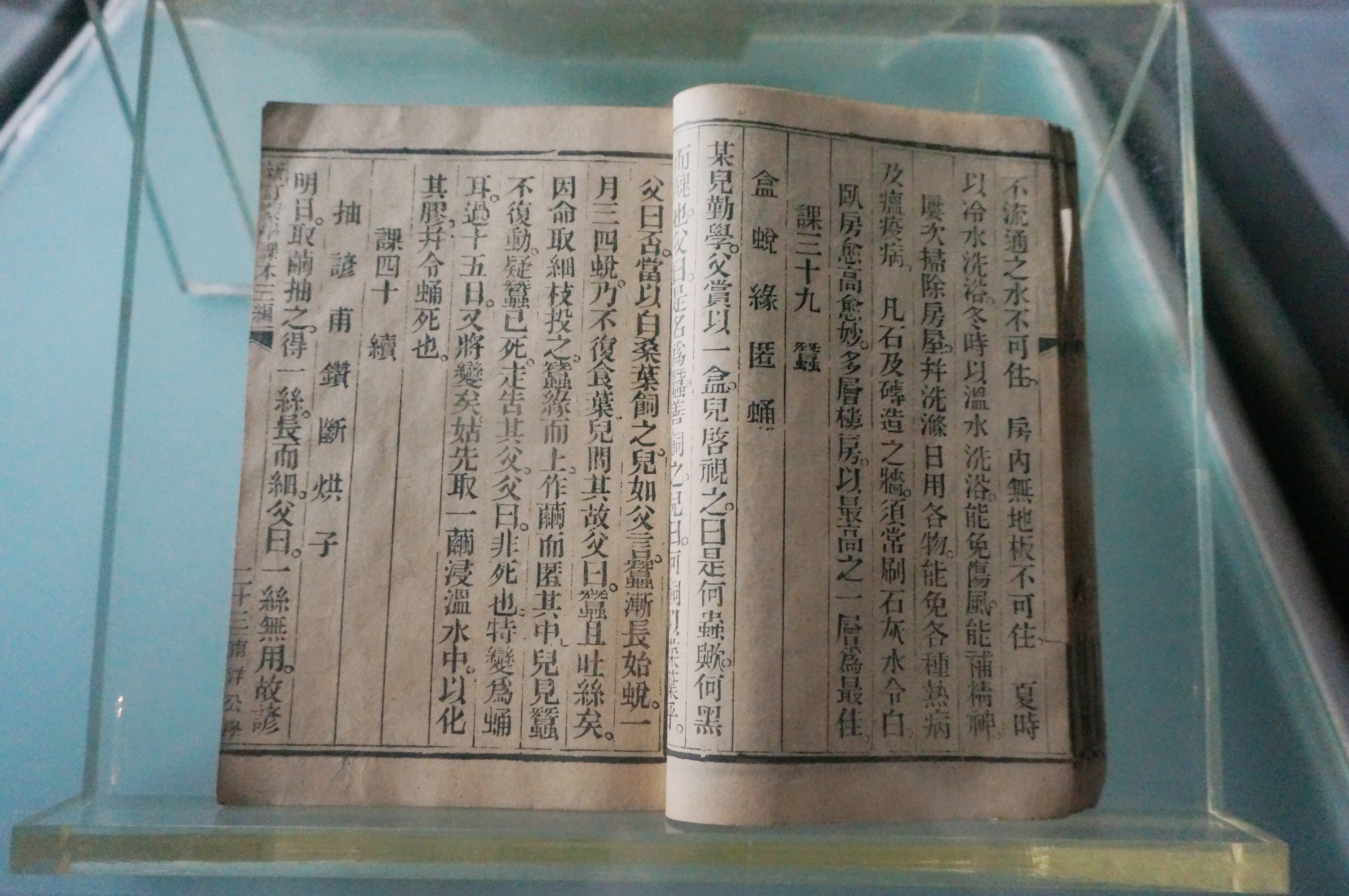
南洋公学《新订蒙学课本》

光绪二十八年（1902年）他编译出版了《高等小学中国历史教科书》。另外，他还与吴稚晖合编了《苏州注音字母表》，后又编了《苏州注音字母拼音表》。民国五年（1916年）他与黎锦熙等发起组织了中国国语研究会，并在《中华教育界》（五卷八期）上发表《国民学校改设国语科意见书》，提议小学改“国文科”为“国语科”，后由教育部正式下令修改。他担任过教育部普通教育司佥事、教育部国语统一筹备会常务委员、国立北平图书馆筹备委员会委员等。抗日战争期间，在重庆任行政院参议、中央杂志审查委员会委员、国营中心印书局总经理。
后前往台湾，于民国三十八年（1949年）与吴稚晖、胡适、傅斯年等一同创办国语日报，并任董事。